# Trois places pour le 26
Trois places pour le 26 is een Franse muziekfilm uit 1988 onder regie van Jacques Demy.

## Verhaal
De bekende Franse zanger Yves Montand keer terug naar Marseille, de havenstad waar hij zijn jeugd doorbracht. Daar wil hij een internationale tournee voorbereiden. Tijdens zijn verblijf in Marseille denkt hij aldoor aan zijn jeugdliefde Mylène. Hij leert er bovendien Marion kennen, wiens moeder hem gekend heeft.

## Rolverdeling
| Acteur            | Personage         |
| ----------------- | ----------------- |
| Yves Montand      | Yves Montand      |
| Mathilda May      | Marion            |
| Patrick Fierry    | Toni Fontaine     |
| Françoise Fabian  | Mylène de Lambert |
| Géraldine Pailhas | Danseres          |